# 石景山隧道 (珠海)
石景山隧道是珠海市一条在建的穿山隧道，为兴业快线（南段）建设项目之一，隧道上方为吉大水库。

## 2021年透水事故
2021年7月15日凌晨，施工段1.16公里位置发生透水事故，导致14名施工人员被困。16日下午15時完成拱頂回填。7月17日，广东省政府按照有关规定设立事故调查组进行事故调查。7月20日，举行第六次新闻发布会，确认已寻获3人已遇难。至7月21日晚，确认寻获13人已遇难。至7月22日下午，确认全部被困人员寻获并已遇难。7月24日，相关建设和监理单位负责人等6名已被刑事拘留。
2021年10月26日，廣東省應急管理廳對石景山隧道“7·15”透水事故發佈調查報告，調查報告指出事故的直接原因是隧道在下穿吉大水庫時遭遇富水花崗岩風化深槽，因工程措施不當導致右線隧道掌子面拱頂坍塌透水，湧入左線隧道致作業人員溺亡。認定有關事故屬重大生產安全責任事故。該對中鐵二局三公司黨委委員等12人被採取強制措施，移送司法機關追究刑責，16人被行政處罰，事故屬地黨委政府、有關監管單位公職人員和國企人員共27人予以追責問責。其中，珠海市副市長張宜生作政務警告處分，以及副市長胡新天作誡勉處理。